# Zornia brasiliensis
Zornia brasiliensis är en ärtväxtart som beskrevs av Julius Rudolph Theodor Vogel. Zornia brasiliensis ingår i släktet Zornia och familjen ärtväxter. Inga underarter finns listade i Catalogue of Life.